# 11364 Karlštejn
11364 Karlštejn è un asteroide della fascia principale. Scoperto nel 1998, presenta un'orbita caratterizzata da un semiasse maggiore pari a 2,6011085 UA e da un'eccentricità di 0,1526216, inclinata di 4,10196° rispetto all'eclittica.